# Mod perl
mod_perl — дополнительный модуль для веб-сервера Apache, внедряющий интерпретатор языка Perl в Apache, и позволяющий избежать значительных накладных расходов на запуск Перла для обработки каждого запроса.
mod_perl может эмулировать окружение CGI, для повышения производительности существующих скриптов без необходимости их переписывания.
В отличие от CGI, mod_perl предоставляет полный доступ к API сервера Apache, позволяя программисту легко создавать обработчики для любой фазы обработки запроса.
Выпущенная для второй ветки Apache, версия mod_perl обладает другим встроенным набором API. Для совместимости с прошлой веткой предусмотрен специальный модуль.